# Challenger de Mersin

EL Mersin Cup es un torneo profesional de tenis. Pertenece al ATP Challenger Series. Se juega desde el año 2012 sobre pistas de polvo de ladrillo en Mersin, Turquía.

## Palmarés

### Individuales
| Año  | Campeón          | Finalista    | Resultado     |
| ---- | ---------------- | ------------ | ------------- |
| 2015 | Kimmer Coppejans | Marsel İlhan | 6-2, 6-2      |
| 2014 | Damir Džumhur    | Pere Riba    | 7–64, 6–3     |
| 2013 | Jiří Veselý      | Simon Greul  | 6–1, 6–1      |
| 2012 | João Sousa       | Javier Martí | 6–4, 0–6, 6–4 |

### Dobles
| Año  | Campeones                    | Finalistas                          | Resultado        |
| ---- | ---------------------------- | ----------------------------------- | ---------------- |
| 2015 | Mate Pavić Michael Venus     | Riccardo Ghedin Ramkumar Ramanathan | 5–7, 6–3, [10–4] |
| 2014 | Radu Albot Jaroslav Pospíšil | Thomas Fabbiano Matteo Viola        | 7–67, 6–1        |
| 2013 | Andreas Beck Dominik Meffert | Radu Albot Oleksandr Nedovyesov     | 5–7, 6–3, 10–8   |
| 2012 | Radu Albot Denys Molchanov   | Alessandro Motti Simone Vagnozzi    | 6–0, 6–2         |